# アンドレス・アンドラーデ
アンドレス・アンドラーデ（Andrés Andrade, 1998年10月16日 - ）は、パナマ・パナマ県パナマ市出身のサッカー選手。LASKリンツ所属。ポジションはDF。

## クラブ経歴
2016年に国内リーグのサン・フランシスコFCでプロデビュー。2018年6月22日にLASKリンツと契約。傘下のSVパッシングに送られた。2019-20シーズン途中に正式にトップチームに昇格。同シーズンに10試合で起用されると、翌2020-21シーズンは先発に定着。34試合に起用され、チームはリーグ戦4位で終了した。
2021年8月31日、アルミニア・ビーレフェルトに買取オプション付きのローン移籍で加入したことが発表された。

## 代表経歴
2017年にU-20のパナマ代表に招集。2018年11月にフル代表初招集。17日のホンジュラス戦でフル代表デビューを果たした。